# François Gigot de la Peyronie

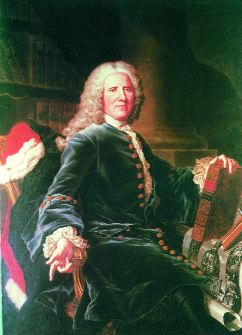
François Gigot de la Peyronie

François Gigot de la Peyronie, auch François de Lapeyronie (* 15. Januar 1678 in Montpellier; † 25. April 1747 in Versailles), war ein französischer Chirurg.

## Leben und Wirken
Als Sohn eines Chirurgen besuchte er zunächst eine Schule der Jesuiten in Montpellier, einer der bedeutendsten Universitätsstädte Frankreichs, studierte anschließend für zwei Jahre Philosophie und ließ sich dann zum Chirurgen ausbilden. Dieses Studium schloss er mit erst 17 Jahren als Magister der Chirurgie ab. In Paris lernte er weiter bei Georges Mareschal (1658–1736), dem Ersten Chirurgen am Hôtel-Dieu de Paris.
Er unterrichtete anschließend in Montpellier die Fächer Anatomie und Chirurgie, arbeitete als Chirurg und wurde Demonstrator der Medizinischen Fakultät. Als Mitglied der Société royale des Sciences de Montpellier schuf er sich ab 1704 einen Ruf als bedeutender Chirurg in der Armee des Claude-Louis-Hector de Villars, so dass ihn Ludwig XV. schließlich 1714 nach Paris berief.
1717 wurde er von Ludwig XV. als Nachfolger von Mareschal als Erster Chirurg benannt und trat sein Amt mit dessen Tod 1736 an. 1721 wurde er geadelt.
1743 beschrieb er als erster die Induratio penis plastica (die maladie de La Peyronie).

## Werke (Auswahl)
- Memoire pour le Sieur François La Peyronie, premier chirurgien du roi […] et les prevosts & Collége des maîtres en chirurgie de Paris; contre les doyen & docteurs-régens de la Faculté de médecine de Paris, et contre l’Université de Paris. Charles Osmont, Paris 1746 (französisch; Scan in der Google-Buchsuche).
- Observation sur une grande operation de chirurgie, qui prouve la necessité de pancer & de laver frequemment les playes. E. Barbut, Béziers 1712, OCLC 494575933 (französisch).